# Punta Gabarro
La punta Gabarro ou punta de Gabarró est un sommet culminant à 3 115 mètres d'altitude dans le massif du Montcalm. C'est un sommet frontalier entre la France et l'Espagne.

## Toponymie
Ce sommet fut nommé d'après Pere Gabarró i Garcia, un alpiniste catalan qui trouva une nouvelle voie d'ascension à la pique d'Estats.

## Géographie

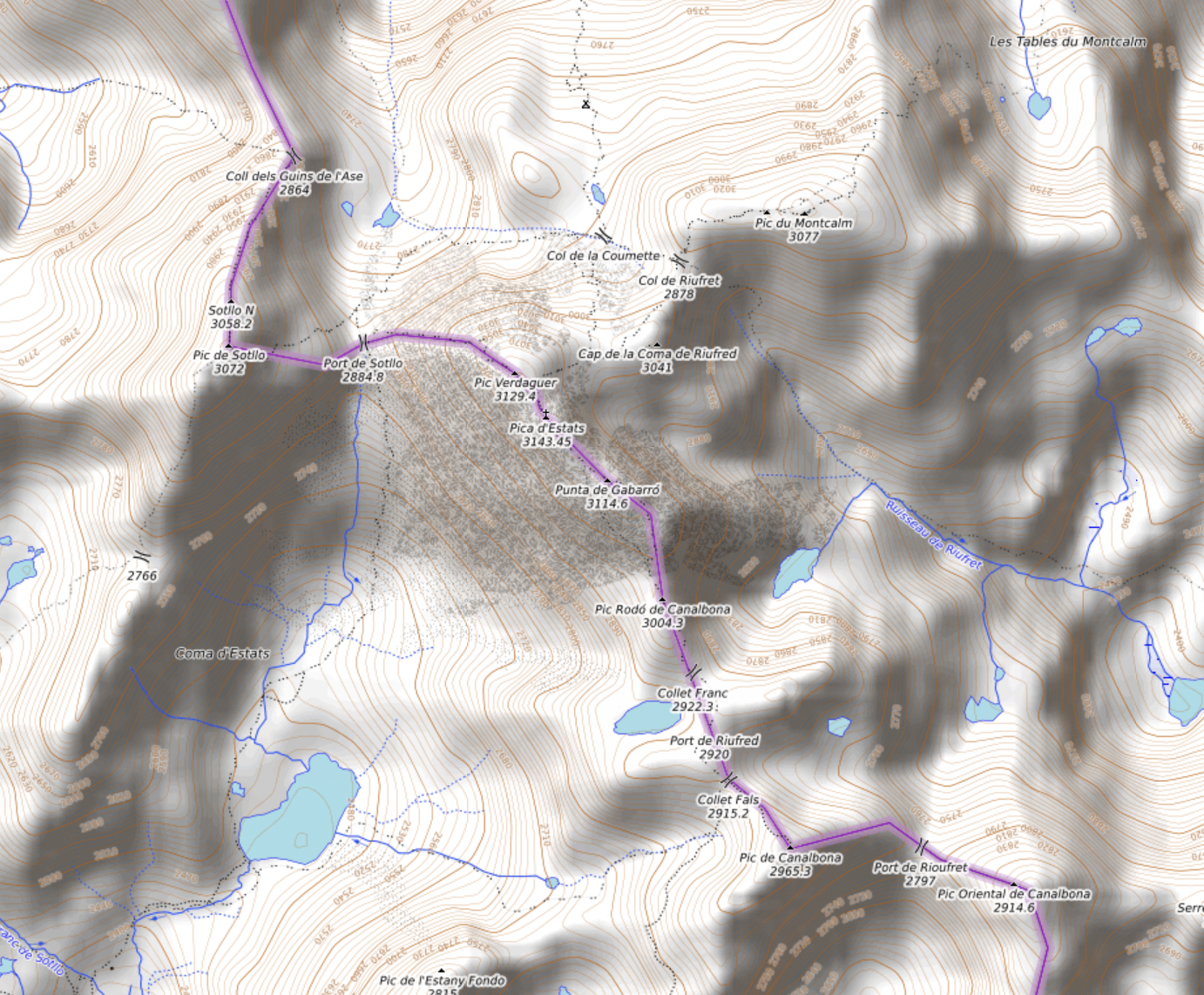
Carte topographique.

Le sommet est compris à la fois dans le parc naturel de l'Alt Pirineu (commune d'Alins) et dans le parc naturel régional des Pyrénées ariégeoises (commune d'Auzat).

### Climat
Le climat est de type montagnard atlantique. Parmi les 28 balises Nivôse de Météo-France, deux se trouvent en Ariège, dont celle du port d'Aula à 2 140 m, assez proche de la punta Gabarro.